# 常楽寺 (下京区)
常楽寺（じょうらくじ）は、京都府京都市下京区にある浄土真宗本願寺派の寺院。「常楽台」とも。親鸞の玄孫（やしゃご）の存覚（ぞんかく）が開基。

## 概要
- 親鸞撰述の『愚禿鈔』存覚による写本（康永元年〈1342年〉9月11日〉書写）を所蔵する。
  - 浄土真宗本願寺派の聖典（『浄土真宗聖典』本願寺出版社）に、底本として所収される。
  - 真宗大谷派の聖典（『真宗聖典』真宗大谷派宗務所出版部）の対校本として用いられる。（底本は、専修寺蔵顕智書写本。）
- 2007年7月、所蔵する掛軸「親鸞聖人影像（花の御影）」の下部の軸木に、

「寛文七年 高祖等身夢想の御真影を修復し奉る　則ち御骨舎利を銀筒に収めた」
「宝永三年六月十七日に遺骨を取り出し、宝塔に納めた」
と墨書されているのが発見される。
- 2008年3月、所蔵する親鸞の座像（江戸時代頃の作）の首をはずし体内を調べると、親鸞のものと見られる和紙に包まれた骨片が発見される[4]。

## 交通アクセス
- 京都駅より約1200m。
- 西本願寺御影堂門より徒歩5分。